# Japrería jezik
Japrería jezik (ISO 639-3: jru), indijanski jezik karipske porodice, kojim govori 95 ljudi (2002 SIL) iz plemena Japrería (216 etničkih), na području planina Sierra de Perija, država Zulia, Venezuela. 
Pripada obalnoj podskupini sjevernokaripskih jezika. Najbliži bi mu mogao biti jezik yukpa [yup], ali je leksička sličnost veoma niska.

## Vanjske poveznice
- Ethnologue (14th)
- Ethnologue (15th)